# Eritema necrolític migratori
L'eritema necrolític migratori és una manifestació dermatològica en formació d'eritema ampul·lar vermellós. Afecta particularment la pell de l'àrea peribucal i dels extrems distals dels membres, però també pot aparèixer en el baix abdomen, en les natges, en el perineu i en els engonals.
Ben sovint, és una manifestació paraneoplàstica, ço és, una manifestació externa d'un càncer intern. El càncer associat a l'eritema necrolític migratori és, en la gran majoritat dels casos, un glucagonoma, una neoformació pancreàtica maligna caracteritzada per la producció de glucagó, una hormona antagonista de la insulina. Malgrat açò, també ha estat descrita l'associació de l'eritema necrolític migratori a altres malalties, com ara hepatopaties i malabsorció.